# Ngandi
Ngandi är ett utdött[när?] australiskt språk. Ngandi talades i Nordterritoriet. Ngandi tillhörde de gunwingguanska språken.